# Keratosis pilaris
Keratosis pilaris är en rubbning av hudens förmåga att bilda normalt hornlager. Denna rubbning ses mest kring hårsäckarna på överarmar, lår och kinder. Keratosis pilaris är delvis ärftlig och kan inte botas men symtomen brukar minska i tjugoårsåldern. Utslagen ger inte klåda eller andra besvär men kan kännas sträva och därmed obehagliga. Symtomen kan behandlas med mjukgörande, avfjällande kräm. Sol och bad ger ibland förbättring.

## Klassificering
Det finns flera olika typer av keratosis pilaris, inklusive keratos pilaris rubra (röda, inflammerade knölar som kan vara på armar, huvud, ben), keratos pilaris alba (grov, ojämn hud utan irritation),  keratos pilaris rubra faceii (rödaktig utslag på kinderna), och andra besvär. Keratosis pilaris har beskrivits i samband med andra hudtillstånd med torr hud, till exempel ichtyosis vulgaris och atopisk eksem (båda kopplade till filaggrinmutationer).
Keratosis pilaris bär inga kända långsiktiga hälsokonsekvenser, och ger ingen ökad risk för dödlighet eller morbiditet.  Det finns inget samband med gåshud, som är resultatet av muskelkontraktioner av m. erector pili, förutom att båda förekommer i det område där hårsäcken lämnar huden. 
Det finns ingen kurativ (botande) behandling av keratosis pilaris. Oftast lämnas tillståndet obehandlat. Symtomatisk behandling med mjukgörande krämer innehållande karbamid är ett alternativ vid lättare besvär. Vid mer uttalade besvär kan retinoidkräm prövas.

## Förekomst
Keratosis pilaris drabbar runt om i världen uppskattningsvis 40 - 50 % av den vuxna befolkningen och cirka 50 - 80 % av alla ungdomar. Det är vanligare hos kvinnor än hos män, och drabbade individer är ofta i övrigt friska. Ingen särskild etnisk grupp har högre risk att drabbas. Även om keratosis pilaris kan manifesteras hos personer i alla åldrar, är det vanligast att man drabbas de första tio levnadsåren. I de flesta fall förbättras tillståndet gradvis före 30 års ålder, men det kan kvarstå längre.

## Orsak
Keratosis pilaris uppstår när kroppen producerar överskott keratin, ett naturligt protein i huden. Överskottet av keratin, som är krämfärgat, omger och täpper till hårfolliklarna. Detta ger upphov till bildning av hårda pluggar (hyperkeratinisering). Många keratosis pilaris-knottror innehåller instängda hårstrån. Detta är ett resultat av att hudens hornlager täcker hårsäcken och blockerar hårstråets utväxt.